# Becerreá
Becerreá település Spanyolországban, Lugo tartományban. Becerreá Triacastela, Láncara, Baralla, Baleira, Navia de Suarna, Cervantes és As Nogais községekkel határos. Lakosainak száma 2703 fő (2024).

## Népesség
A település népessége az elmúlt években az alábbi módon változott:
| Lakosok száma | 3639 | 3424 | 3264 | 3250 | 3072 | 3012 | 2856 | 2818 | 2755 | 2703 |
|               | 2001 | 2004 | 2007 | 2009 | 2012 | 2014 | 2017 | 2019 | 2022 | 2024 |